# П'ятдесят відтінків свободи (фільм)
«П'ятдесят відтінків свободи» (англ. Fifty Shades Freed) — американська еротична мелодрама режисера Джеймса Фолі. Стрічка є екранізацією однойменного роману і продовженням фільму «П'ятдесят відтінків темряви» (2017). У головних ролях Дакота Джонсон, Джеймі Дорнан.
Вперше фільм продемонстрували 6 лютого 2018 року у Франції. Прем'єра в США відбулася 9 лютого, в Україні — 8 лютого 2018 року.

## Сюжет
Молодята Крістіан Грей і Анастейша «Ана» Стіл переривають свій медовий місяць і повертаються до Сіетла після отримання новин про проникнення в офіс Крістіана. Деякі комп'ютерні файли були вкрадені, і камери відеоспостереження ідентифікують злочинця як Джека Хайда, колишнього боса Ани, якого звільнили за сексуальні домагання. Тим часом Ана знайомиться зі своєю новою службою безпеки.
Крістіан дивує Ану новим будинком і наймає архітектора Джіа Маттео, щоб перебудувати його. Ана стривожена тим, що Джіа, приваблива молода жінка, відкрито фліртує з Крістіаном за її присутності. Ана погрожує звільнити Джіа, якщо вона продовжить свої загравання, змушуючи її припинити.
Коли Крістіан їде у відрядження, Ана ігнорує його прохання залишитися вдома і йде до бару зі своєю подругою, Кейт Кавана. Кейт, яка зустрічається зі старшим братом Крістіана, Елліотом, говорить Ані, що їхні стосунки видихаються; Елліот тісно співпрацює з Джіа, і Кейт підозріло ставиться до їх стосунків. Коли Ана повертається додому, вона зустрічає Джека Хайда, який бере її в заручники і намагається викрасти, але підоспілі охоронці Ани заарештовують його. Після сварки з Крістіаном через зустріч із Кейт, Ана лає Крістіана за надмірний контроль і власництво і вимагає більшої свободи. Згодом після цього Крістіан здивовує Ану поїздкою в Аспен, беручи з собою Кейт, Елліота, Мію і Хосе.
Крістіан і Ана продовжують свої сексуальні експерименти. Але справа ускладнюється, коли Ана розповідає, що вона вагітна. Крістіан глибоко стривожений, кажучи, що у нього були інші плани на перші роки їх спільного життя. Він йде від неї і повертається додому п'яним. Наступного дня Ана виявляє, що Крістіан недавно зв'язався зі своєю колишньою коханкою і домінантом, Еленою Лінкольн. Тим часом, Джек Хайд звільнений під заставу у 500 тис. доларів.
Через кілька днів Джек Хайд телефонує Ані і вимагає викуп за Мію, сестру Крістіана. Хайд вимагає 5 млн доларів готівкою через дві години, інакше Мія буде вбита. Він попереджає Ану нікому нічого не говорити і принести гроші самій. Ана бере готівку і револьвер із сейфу, потім йде в банк, щоб зняти повну суму. Щось запідозривши, менеджер банку телефонує Крістіану. Він думає, що Ана залишає його, але потім помічає збіг між недавнім звільненням Хайда і раптовим зняттям грошей Ани. Хайд наказує Ані сісти в машину, припарковану в провулку, щоб передати її смартфон водію. Ана обманює Хайда, віддавши смартфон керуючого банком. Вона виходить через задній вхід і дізнається, що водій і спільник Джека — її колега, Ліз. Вона була за кермом машини, яка переслідувала їх.
Ана прибуває на місце зустрічі з грошима. Зійшовши з розуму, Хайд нападає на Ану і б'є її ногою в живіт. Ліз намагається зупинити Джека, але в цей час Ана витягує револьвер і стріляє Хайду в ногу. Крістіан і його команда безпеки, які відстежували смартфон Ани, прибувають і заарештовують Хайда і Ліз. Втрачаючи свідомість, Ана чує, як її кличе Крістіан.
Три дні потому Ана прокидається в лікарні, поруч з нею — Крістіан. Попри злість через нерозсудливість Ани і занепокоєння з приводу батьківства, Крістіан розуміє, наскільки важлива для неї їх дитина, і вони примиряються. Прийомна матір Крістіана, Грейс, переконує його, що Ана залишиться з ним. Наступного дня Ана повертається додому, де приватний детектив Уелч повідомляє їй, що Крістіан і Хайд з однієї і тієї ж прийомної сім'ї. Також стало відомо, що Хайд шантажем змусив Ліз допомагати йому. Пізніше Крістіан і Ана знаходять місце, де похована мати Крістіана; вони провідують могилу, і Крістіан покладає на неї квіти.
Два роки потому Крістіан і Ана, які очікують вже другу дитину, грають зі своїм сином у дворі особняка.

## У ролях
| Актор          | Персонаж        | Опис                          |
| -------------- | --------------- | ----------------------------- |
| Дакота Джонсон | Анастейша Стіл  | головний редактор «SIP»       |
| Джеймі Дорнан  | Крістіан Грей   | мільярдер                     |
| Люк Граймс     | Елліот Грей     | брат Крістіана                |
| Елоїза Мамфорд | Кетрін Кавана   | найкраща подруга Анастейші    |
| Ріта Ора       | Міа Грей        | молодша сестра Крістіана      |
| Макс Мартіні   | Джейсон Тейлор  | тілоохоронець Крістіана       |
| Ерік Джонсон   | Джек Хайд       | колишній бос Анастейші        |
| Дженніфер Елі  | Карла Мей Вілкс | мати Анастейші                |
| Кім Бейсінгер  | Елена Лінкольн  | (версія без вікових обмежень) |

## Створення фільму

### Знімальна група
- Кінорежисер — Джеймс Фолі
- Сценарист — Найл Леонард
- Кінопродюсери — Дана Брунетті
- Композитор — Денні Ельфман
- Кінооператор — Джон Шварцман
- Кіномонтаж — Річард Френсіс-Брюс
- Підбір акторів — Лерей Мейфілд, Джулі Шуберт
- Художник-постановник — Нельсон Коутс
- Артдиректори — Пітер Боднарус, Крейг Гамфріс, Джеремі Стенбрідж
- Художники з костюмів — Шей Канліф, Карін Носелла[8].

### Виробництво
Зважаючи на великий касовий успіх фільму «П'ятдесят відтінків сірого», кінокомпанія «Universal» 23 квітня 2015 року оголосила, що фільми-продовження «П'ятдесят відтінків темряви» і «П'ятдесят відтінків свободи» вийдуть у широкий кінопрокат 10 лютого 2017 року і 9 лютого 2018 року відповідно. Кінокомпанія «Universal Studios» вирішила знімати ці два фільми одночасно, про що було повідомлено у листопаді 2015 року.

## Сприйняття

### Оцінки і критика
Від кінокритиків фільм отримав погані відгуки: Rotten Tomatoes дав оцінку 13 % на основі 63 відгуків від критиків (середня оцінка 3,2/10). Загалом на сайті фільм має погані оцінки, фільму зарахований «гнилий помідор» від фахівців, Metacritic — 29/100 на основі 32 відгуків критиків. Загалом на цьому ресурсі від фахівців фільм отримав погані відгуки.
Від пересічних глядачів фільм отримав змішані оцінки: на Rotten Tomatoes 60 % зі середньою оцінкою 3,3/5 (2 725 голосів), фільму зарахований «попкорн», Internet Movie Database — 3,7/10 (1 887 голосів).
Видання «Голлівудський репортер» за підсумками 2018 року поставило «П'ятдесят відтінків свободи» на третю сходинку свого антирейтингу найгірших фільмів.

### Касові збори
Під час показу в Україні, що розпочався 8 лютого 2018 року, протягом першого тижня на фільм було продано 257 948 квитків (а з урахуванням допрем'єрних показів — 280 695 квитків), фільм показали на 318 екранах і він зібрав 22 385 988 ₴, а з урахуванням допрем'єрних показів — 24 458 171 гривню (983 660 $), що на той час дозволило йому зайняти 1 місце серед усіх прем'єр.
Під час показу у США, що розпочався 9 лютого 2018 року, протягом першого тижня фільм показали у 3 768 кінотеатрах і він зібрав 38 560 195 $, що на той час дозволило йому зайняти 1 місце серед усіх прем'єр. Станом на 25 лютого 2018 року показ фільму триває 17 днів (2,4 тижня), зібравши у прокаті в США 89 560 780 доларів США, а у решті світу 230 800 000 $, тобто загалом 320 360 780 $ при бюджеті 55 млн доларів США.

## Музика
Музику до фільму «П'ятдесят відтінків свободи» написав Денні Ельфман, саундтрек випустили 9 лютого 2018 року лейблом «Republic Records».
| Список треків | Список треків                                      | Список треків                                      | Список треків |
| #             | Назва                                              | Виконавець                                         | Тривалість    |
| ------------- | -------------------------------------------------- | -------------------------------------------------- | ------------- |
| 1.            | «Capital Letters»                                  | Hailee Steinfeld, BloodPop                         | 3:39          |
| 2.            | «For You (Fifty Shades Freed)»                     | Rita Ora, Liam Payne                               | 4:05          |
| 3.            | «Sacrifice»                                        | Black Atlass, Jessie Reyez                         | 3:29          |
| 4.            | «High»                                             | Whethan, Dua Lipa                                  | 3:17          |
| 5.            | «Heaven»                                           | Julia Michaels                                     | 3:12          |
| 6.            | «Big Spender»                                      | Kiana Ledé, Prince Charlez                         | 3:15          |
| 7.            | «Never Tear Us Apart»                              | Bishop Briggs                                      | 3:15          |
| 8.            | «The Wolf»                                         | The Spencer Lee Band                               | 2:55          |
| 9.            | «Are You»                                          | Julia Michaels                                     | 3:31          |
| 10.           | «Cross Your Mind»                                  | Sabrina Claudio                                    | 3:38          |
| 11.           | «Change Your Mind»                                 | Miike Snow                                         | 3:29          |
| 12.           | «Come On Back»                                     | Shungudzo                                          | 3:17          |
| 13.           | «I Got You (I Feel Good)»                          | Jessie J                                           | 3:16          |
| 14.           | «Ta Meilleure Ennemie (Pearls)»                    | Samantha Gongol (of Marian Hill), Juliette Armanet | 3:29          |
| 15.           | «Deer in Headlights»                               | Sia                                                | 4:25          |
| 16.           | «Diddy Bop»                                        | Jacob Banks, Louis the Child                       | 3:40          |
| 17.           | «Love Me Like You Do (Fifty Shades Freed Version)» | Ellie Goulding                                     | 4:14          |
| 18.           | «Freed»                                            | Danny Elfman                                       | 2:13          |
| 19.           | «Seeing Red»                                       | Danny Elfman                                       | 2:42          |

| Bonus Tracks | Bonus Tracks                        | Bonus Tracks                     | Bonus Tracks |
| #            | Назва                               | Виконавець                       | Тривалість   |
| ------------ | ----------------------------------- | -------------------------------- | ------------ |
| 20.          | «Maybe I’m Amazed»                  | Jamie Dornan                     | 1:17         |
| 21.          | «Cross Your Mind (Spanish Version)» | Sabrina Claudio                  | 3:38         |
| 22.          | «Pearls»                            | Samantha Gongol (of Marian Hill) | 3:29         |
| 1:13:16      |                                     |                                  |              |